# شانه‌موش پرویی
شانه‌موش پرویی (نام علمی: Ctenomys peruanus) نام یک گونه از سرده شانه‌موش است.